# Gustave Pordea
Gustave-Augustin Pordea (ur. jako Gustav Pordea 3 lutego 1916 w Dej, zm. 12 sierpnia 2002 w Arcangues) – francusko-rumuński dyplomata, politolog i polityk, poseł do Parlamentu Europejskiego II kadencji.

## Życiorys
Wywodził się z arystokratycznej rodziny z Siedmiogrodu. Studiował w London School of Economics and Political Science i Haskiej Akademii Prawa Międzynarodowego. Uzyskał doktorat z zakresu prawa, specjalizował się w zakresie prawa międzynarodowego i socjologii polityki. Pracował w rumuńskim ministerstwie spraw zagranicznych, był sekretarzem ambasady Rumunii w Holandii, a od 1947 chargé d’affaires przedstawicielstwa Rumunii w Holandii i Belgii. W 1948 zbiegł z Rumunii, w 1949 zamieszkał we Francji, uzyskał następnie w 1983 obywatelstwo francuskie. Według własnych zapewnień pełnił funkcję ambasadora Rządu Rzeczypospolitej Polskiej na uchodźstwie w Paryżu, został także członkiem różnych towarzystw naukowych. Pracował jako doradca w Éditions Gallimard oraz jako dyrektor centrum studiów europejskich w Brukseli. Publikował także liczne książki i prace naukowe z zakresu historii, stosunków międzynarodowych i mniejszości narodowych.
W 1984 wybrany posłem do Parlamentu Europejskiego z listy Frontu Narodowego, przystąpił do Prawicy Europejskiej. Według części źródeł jego kandydatura była zasługą darowizny przekazanej na rzecz lidera partii Jean-Marie Le Pena oraz związków z Kościołem Zjednoczeniowym, zaś Pordea miał wcześniej zabiegać o miejsca na listach innych prawicowych ugrupowań. Według Iona Pacepy i części mediów Gustave Pordea był wieloletnim współpracownikiem wywiadu zagranicznego Securitate, czemu on sam zaprzeczał.

## Odznaczenia
Odznaczony m.in. Złotym Medalem Miasta Paryża (1975). Był także kawalerem Zakonu Maltańskiego.